# Hyperaspis spiculinota
Hyperaspis spiculinota är en skalbaggsart som beskrevs av Henry Clinton Fall 1901. Hyperaspis spiculinota ingår i släktet Hyperaspis och familjen nyckelpigor. Inga underarter finns listade i Catalogue of Life.